# Music Box Russia
Music Box Russia è un'emittente televisiva satellitare a tematica musicale, che trasmette i videoclip di musica russa più richiesta via sms; a differenza di Music Box Italia, l'emittente è in chiaro, e le richieste possono essere effettuate da diversi paesi, quali Israele, Polonia ed Ucraina.
L'emittente, un tempo ricevibile gratuitamente su Hot Bird a 13° Est, non è più disponibile su questo satellite.